# Turdidae
Turdidae este o familie de păsări care cuprinde un număr mare de specii, (ca. 150) ce sunt încadrate în ordinul Passeriformes, subordinul Passeri. Separararea de familia Muscicapidae este o temă controversată. Păsările din subfamilia Saxicolinae din cadrul ordinului Muscicapidae, fiind numite Sturzi mici. Păsările din această familie au un areal geografic de răspândire întins. Ele au talie mijlocie și duc în general o viață arboricolă. Hrana lor care provine din copaci  sau de pe sol constă din vierimi, artropode, melci, semințe sau fructe. Cuibul în formă de cupă este așezat pe arbori în tufișuri sau pe sol.

## Genuri
Familia conține 175 de specii, care sunt împărțite în 17 genuri:
- Genul Turdus: (88 specii)
- Genul Grandala
- Genul Sialia: (3 specii)
- Genul Stizorhina: (2 specii)
- Genul Neocossyphus: (2 specii)
- Genul Pinarornis
- Genul Myadestes: (12 specii)
- Genul Chlamydochaera
- Genul Cochoa: (4 specii)
- Genul Ixoreus
- Genul Ridgwayia
- Genul Cichlopsis
- Genul Entomodestes: (2 specii)
- Genul Hylocichla
- Genul Catharus: (13 specii)
- Genul Zoothera: (21 specii)
- Genul Geokichla: (21 specii)